# Pleotrichophorus ohioensis
Pleotrichophorus ohioensis är en insektsart som först beskrevs av Smith, C.F. 1940.  Pleotrichophorus ohioensis ingår i släktet Pleotrichophorus och familjen långrörsbladlöss. Inga underarter finns listade i Catalogue of Life.